# Умение
Умението е способност за извършване на нещо; вещина. 
Въпреки че изкуствата също са умения съществуват много умения, които формират изкуство, но нямат връзка с изобразителното изкуство. Практикческо става усвоеното умение, когато се прилага на практика. Изкуство или умение може да са в основата на професия, вид търговия или занаят. Хората се нуждаят от широк спектър от умения, за да допринесат за съвременната икономика. Съвместно проучване на Association for Talent Development на САЩ и Министерството на труда на САЩ показа, че чрез технологиите работното място се променя и идентифицира 16 основни умения, които служителите трябва да имат, за да могат да се променят с него. Предлагат се три широки категории умения, които са технически, човешки и концептуални. Първите две могат да бъдат заменени съответно със специфични и лични умения.

## Специфични умения
Специфични умения или още наричани технически умения са всякакви умения, свързани с конкретна задача и ситуация. Те включват както разбиране, така и владеене на такава специфична дейност, която включва методи, процеси, процедури и техники. Тези умения са лесно измерими за разлика от личните умения, които са свързани с личността на човека.  Това също са умения, които могат да бъдат или са били тествани и могат да доведат до  професионална, техническа или академична квалификация.

## Трудови умения
Квалифицираните работници отдавна имат исторически принос за еволюцията на човешките умения (вж. Разделение на труда) като електротехници, зидари, дърводелци, ковачи, пекари, пивовари, бъчвари, печатари и други професии, които са икономически продуктивни. Квалифицираните работници често са били политически активни чрез своите занаятчийски гилдии.

## Житейски умения
Житейските умения представляват способност и капацитет, придобити чрез съзнателни, систематични и продължителни усилия за плавно и адаптивно изпълнение на сложни дейности и работни функции, включващи идеи (когнитивни умения), неща (технически умения) и/или хора(междуличностни умения).

## Комуникативни умения
Според Portland Business Journal, комуникативните умения представляват:
- разбиране на себе си и модериране на нашите отговори
- говорете ефективно и съчувствате точно
- изграждане на отношения на доверие, уважение и продуктивни взаимодействия.

Британското определение за тях е „способността да общувате ефективно с хората по приятелски начин, особено в бизнеса.“ Терминът все още е включен в основните речници на САЩ.
Терминът умения за хора се използва, за да включва както психологически умения, така и социални умения, но е по-малко приобщаващ от житейските умения.

## Социални умения
Социалното умение е всяко умение, улесняващо взаимодействието и комуникацията с другите. Социалните правила и отношения се създават, комуникират и променят по вербален и невербален начин. Процесът на усвояване на такива умения се нарича социализация.

## Личностни умения
Личностните умения са комбинация от умения за междуличностни хора, социални умения, комуникативни умения, черти на характера, нагласи, атрибути на кариерата и коефициент на емоционална интелигентност (EQ).